# 해운대

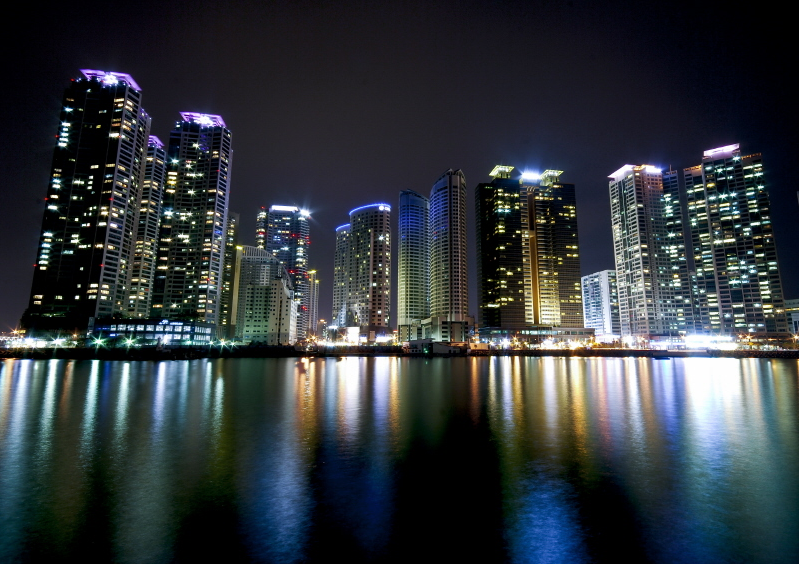
2008년 해운대 마린시티의 야경

해운대 지역의 약도

해운대(海雲臺, Haeundae)는 대한민국 부산광역시의 해운대구 일대를 가리키는 지명이다. 부산광역시 부도심의 하나로 해운대해수욕장과 광안리해수욕장을 비롯하여 동백섬, 영화의전당, 달맞이고개, 해운대온천, 오륙도, UN기념공원, 수영사적공원, 광안대교 등의 부산의 상징들과 유명 관광지가 있고  호텔, 식당가, 영화관 및 쇼핑몰 등 위락 시설이 많으며 해운대 신시가지와 마린시티에는 대규모 주거단지가 있다. 해운대해수욕장, 광안리해수욕장, 벡스코(BEXCO), 누리마루 등이 있어서 국내외 많은 관광객이 찾고 있다.

## 관광지

### 해운대해수욕장

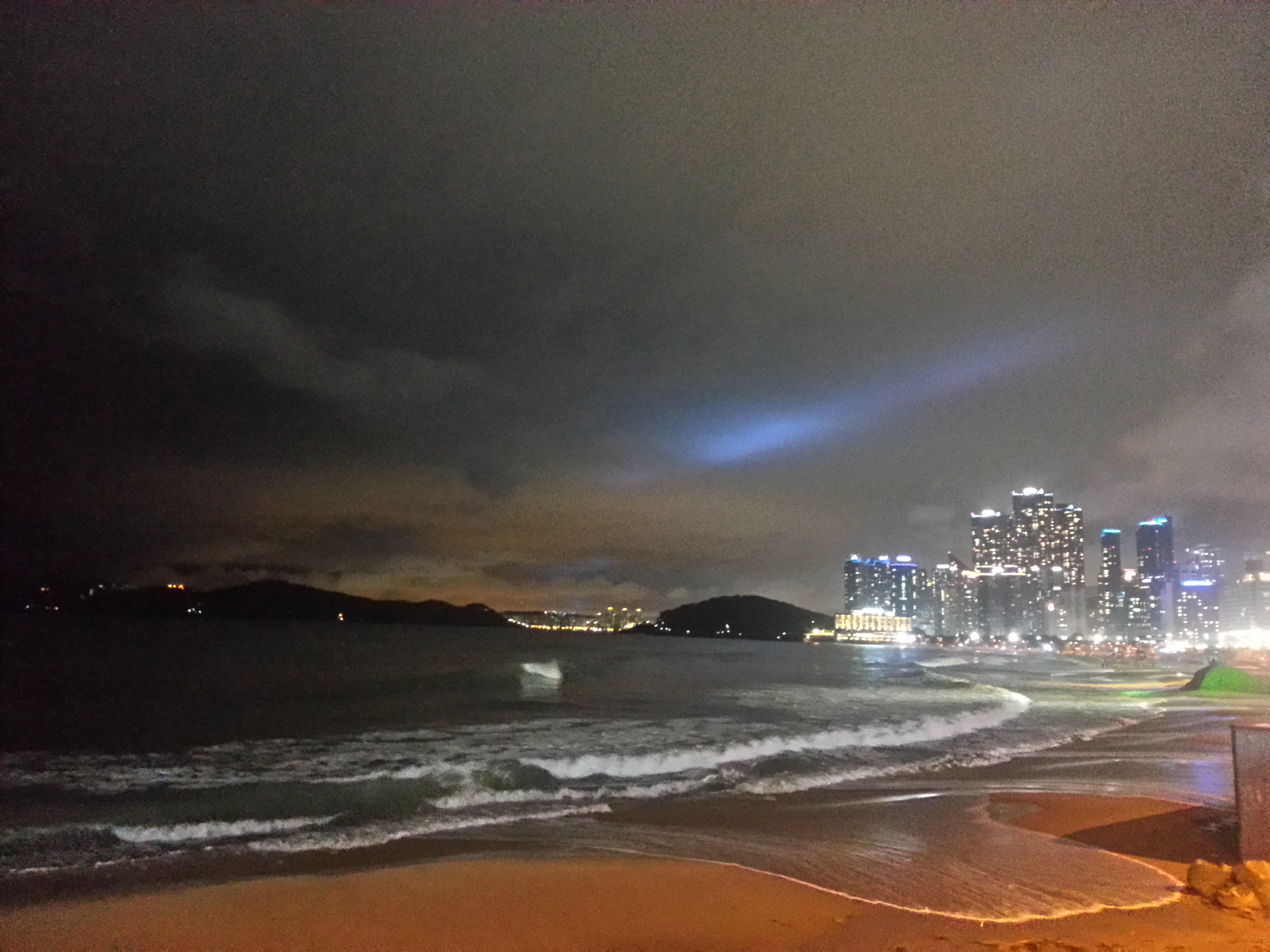
해운대 해수욕장 야경

해운대해수욕장은 해운대 중심에 있는 대한민국의 대표적인 해수욕장으로, 부산광역시 해운대구 우1동과 중1동에 걸쳐 있다. 고운 모래로 이루어진 해변의 총 면적은 58,400㎡이며 길이는 1.5km, 폭은 30m ~ 50m이다. 가까운 지역에는 조선비치호텔 등 300여개의 편의 ·  숙박 시설이 있다. 2011년부터 개장 기간은 6월 초부터 9월 말까지다.
1994년 여름 기간에는 해운대 리베라 백화점에서 부산을 대표하여 고구려 고분벽화 특별전을 열기도 하였다,

### 광안리해수욕장
광안리해수욕장(廣安里海水浴場, Gwangalli Beach)은 부산광역시 수영구 광안 2동에 위치한 해수욕장이다. 모래사장의 총면적은 82,000㎡, 길이는 1.4km, 폭은 25m ~ 110m이다. 이 곳에는 300여개의 고급 레스토랑, 카페, 횟집 등이 있고 활어시장과 수변공원이 해수욕장 바로 옆(민락동 방면)에 있다. 해수욕장 해안에는 광안대교가 건설되어 있어 밤에는 LED 조명이 형형색색으로 비춰지는 곳이며, 부산세계불꽃축제가 개최되면 100만명 이상의 엄청난 인파가 몰리는 곳이기도 하다. 또한 스타크래프트 프로리그의 결승전이 일 년에 한 차례씩 열리는 까닭에 ‘E-스포츠의 성지’라는 별칭도 가지고 있다.

### 동백섬

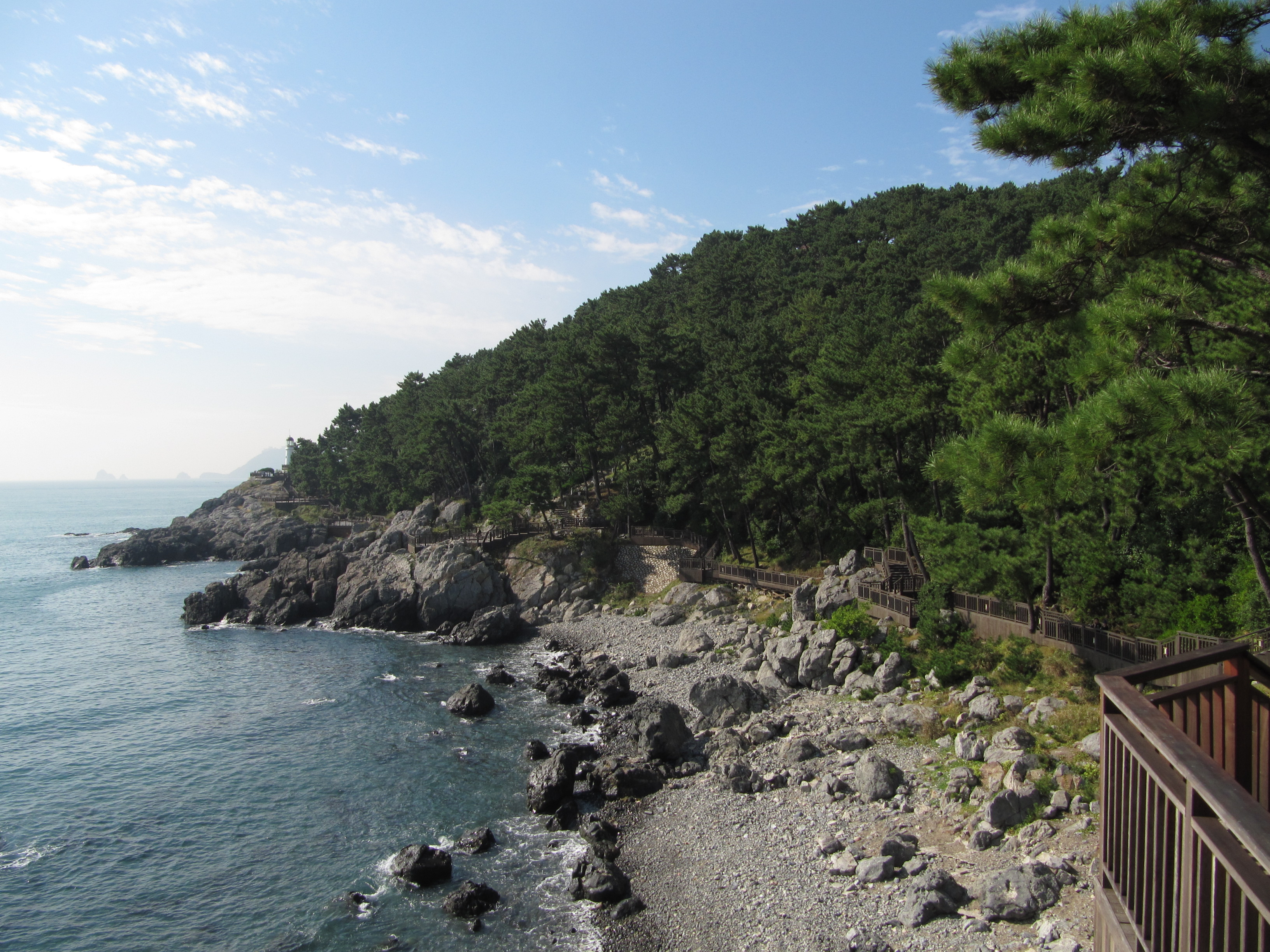
동백섬 해변 산책로

섬 전체를 붉게 물들이는 동백나무가 섬의 이름이 된 동백섬은 해운대해수욕장에서 바다 방향을 향해 서서 오른쪽을 볼 때, 백사장 끝에서 연결된 육계도다.
즉, 원래는 섬이었는데 바로 옆으로 흐르는 춘천천의 영향으로  퇴적작용을 하여 육지와 연결되었지만, 지금도 옛날 명칭으로 불리고 있다.
동백섬 주위로 산책로가 조성되어 있어서 그 길을 따라 바다와 숲이 만드는 절경과 함께 멀리 광안대교, 오륙도, 달맞이 고개 등을 보면서 동시에 섬 곳곳에 있는 최치원의 해운대석각, 황옥공주 전설이 깃든 인어상, 누리마루 APEC하우스 등도 볼 수 있다.

### 누리마루
동백섬 끝자락에 위치한 옛 2005 APEC 정상회의 장소로, 한때 출입이 통제되었으나 지금은 시민에게 개방되어 있다.
해운대 해수욕장과 함께 해운대의 명소이다.

### UN기념공원
부산광역시 남구 문서 참조.

### 오륙도
문서 참조.

### 광안대교
광안대교(廣安大橋, 영어: Gwangan Bridge) 또는 다이아몬드 브릿지(영어: Diamond Bridge)는 부산광역시에 위치한 다리이며 부산광역시도 제77호선의 일부이다. 이 다리는 수영구 남천동 49호 광장과 해운대구 우동 센텀시티를 연결하는 대한민국 최대의 해상 복층 교량이다.

### 영화의전당
영화의전당(映畵의殿堂, Busan Cinema Center)은 부산광역시 해운대구 센텀시티에 위치한 부산국제영화제 전용관으로 아시아 최고의 영화제 나아가 세계적인 영화제로 성장한 부산국제영화제의 전용관 건립을 갈구한 영화인들의 열망과 아시아의 대표적인 영화·영상 도시를 지향하는 부산시의 강력한 의지가 뒷받침되어 2011년 9월 29일에 탄생하였다. 2005년 국제 지명 현상 설계 공모에 쿱 힘멜브라우, 버나드 츄미, MVRDV, 스티븐 홀, 에릭 반 에게라트, 하이키넨-코모넨, 텐 아키텍토스가 참여하였으며, 그중에서 오스트리아 쿱 힘멜브라우의 디자인이 선정되었다. 쿱 힘멜브라우가 기본 설계를, 희림건축이 실시 설계를 하였고 한진중공업이 시공했다. 애칭으로 두레(함께 모여)와 라움(즐거움)을 조합한 "함께 모여 영화를 즐기는 자리"라는 의미인 두레라움(Dureraum)이라고도 불린다.

### 달맞이고개
문서 참조.

### 해운대온천
문서 참조.

### 수영사적공원
수영사적공원은 부산광역시 수영구 수영동에 있는 역사 공원으로, 경상좌수영성지에 마련되어 있다. 수영사적공원은 조선시대 동남해안을 관할했던 수군 군영인 경상좌도수군절도사영이 있던 자리로 현재는 수영동 수영교차로에서 북쪽으로 200m 거리에 있다.

## 해운대 신시가지
해운대 신시가지는 해운대해수욕장의 동북쪽, 장산의 남쪽에 있는 신시가지로 많은 아파트와 상가들이 밀집한 지역이다. 부산광역시 최초의 계획도시이며 장산역을 중심으로 원형으로 동그란 형태로 시가지가 늘어서 있다.
초기에는 대규모 주거단지이나 부산광역시의 기존 도심과 떨어져 있어 교통 측면의 문제가 있었다. 도시철도 2호선이 완공되기 전에는 부산광역시 각지에 임시승강장을 짓고 월내역부터 동래역, 부전역, 사상역, 구포역, 부산역 등을 지나는 동해남부선 ·  경부선에 통근열차를 운행하여 도심으로의 이동을 빠르게 하였다. 현재는 도시철도 2호선 장산역과 중동역, 동해선 신해운대역의 역세권이기도 하다.
이 지역에는 많은 영화관이 몰려 있어서 부산국제영화제의 일부 상영관이 들어서 있다. 또한 예전에는 이곳이 군부대 지역이었는데, 최근에도 일부 지역은 군사 지역으로 남아 있다.

## 마린시티
마린시티(Marine City)는 과거 수영만 매립지였던 곳에 조성된 초고층  주상복합건물 단지로서 부산의 신흥 부촌이다. 해운대구 우동에 있으며 부산 도시철도 2호선 동백역과 벡스코역의 역세권이다. 주변 경치가 좋으나 대중교통 접근성이 매우 떨어진다. 편의 시설이 잘 갖추어져 새로운 명소가 되었다.
또한 동백섬과 광안대교에서 마린시티를 바라볼 때 형성되는 스카이라인이 장관이어서 많은 사진 애호가들이 찾아오는 촬영 명소이기도 하다.

## 지명의 유래
해운대는 고운 최치원의 자인 해운(海雲)에서 비롯된 지명이다. 고운 최치원이 낙향하여 절로 들어가는 길에 우연히 해운대에 들렀는데, 주변이 무척 아름다워 동백섬에 海雲臺(해운대)라는 글을 음각으로 새겼다고 한다. 여기서 해운대의 이름이 유래되었다.
해운대 동백섬에는 통일신라시대 유학자인 최치원의 동상과 시비가 있다. 통일신라시대 진성여왕 재위때 최치원은 '학문을 쓸 곳이 없음'을 한탄하면서 유랑길에 올랐다고 한다.

## 개념

### 해운대구,수영구,남구를 아울러 이르는 말
흔히 해운대 3구라 불리는 이 지역은 주로 해안가 라인 근처에 밀집되어 있는 고급 주거지를 뜻하는 말이기도 하지만  여름 휴양문화가 발달하고 오륙도, 경성대, 이기대, 광안리 해수욕장, 해운대 해수욕장, 달맞이 고개 등 관광지와 번화가가 위치해 있으며 전통적으로 부산의 중산층 이상의 계층들이 많이 모여 사는 부촌인 지역이다. 특히 신흥 부촌으로 떠오른 지역인 해운대구 우동의 센텀시티와 마린시티 등이 있으며, 수영구의 남천동은 지금은 비록 낡았지만 과거 부산 최고의 부촌으로 이름을 날렸었던 남천 삼익비치 아파트가 있는 지역이며, 재건축이 진행 중이다. 남구의 용호동 역시 중대형 평형대 위주의 고급 아파트가 많이 있는 부촌이다. 서울에서 최고의 부촌인 강남3구가 서초구, 강남구, 송파구를 일컫는다면 부산의 강남은 한마디로 남구, 수영구, 해운대구인 해운대3구를 일컫는다.
실제로 2018년 9월 부산광역시에서 낸 통계에 따르면 부산의 평균 소득수준 상위 5개 지역은 모두 해운대구, 수영구, 남구였다. 1위는 마린시티, 대우마리나, 엑소디움 등이 위치한 해운대구 우3동, 2위는 센텀시티 일부가 속해있는 해운대구 우2동, 3위는 센텀시티 일부 지역인 더샵 센텀파크와 더샵 센텀스타가 속한 해운대구 재송1동, 4위는 LG메트로시티, GS하이츠자이, W 등 고급 아파트 단지가 밀집한 남구 용호1동, 5위는 코오롱하늘채, 삼익비치 등이 위차한 수영구 남천2동이었다.

### 위 지역에서 남구를 제외한 지역
남구를 제외한 뒤 해운대라 한다면 흔히 해운대해수욕장 일대에서 광안리해수욕장 일대를 일컫는 말로 이 지역은 해수욕장 주변으로 호텔 및 음식점이 발달해 있으며 특히 해운대해수욕장 주변 해운대거리는 포장마차 문화가 발달했고 수영구 민락동은 횟집이 즐비해 있다.

### 해운대구만을 일컫는 경우
수영구도 제외한 뒤 해운대라 한다면 해운대구 그 자체를 말하는 것이다.

### 더 좁혀서 해운대해수욕장 및 그 일대만을 일컫는 경우
사실 부산 지역을 제외한 타 지역 사람들이 해운대라 한다면 가장 많이 일컫는 지역이 이곳이 될 것이다, "우리 이번 여름에 해운대 가자." "해운대에서 신나게 놀다 왔어."라고 한다면 이 경우를 얘기하는 것이다.

## 사진

해변가(2007년)
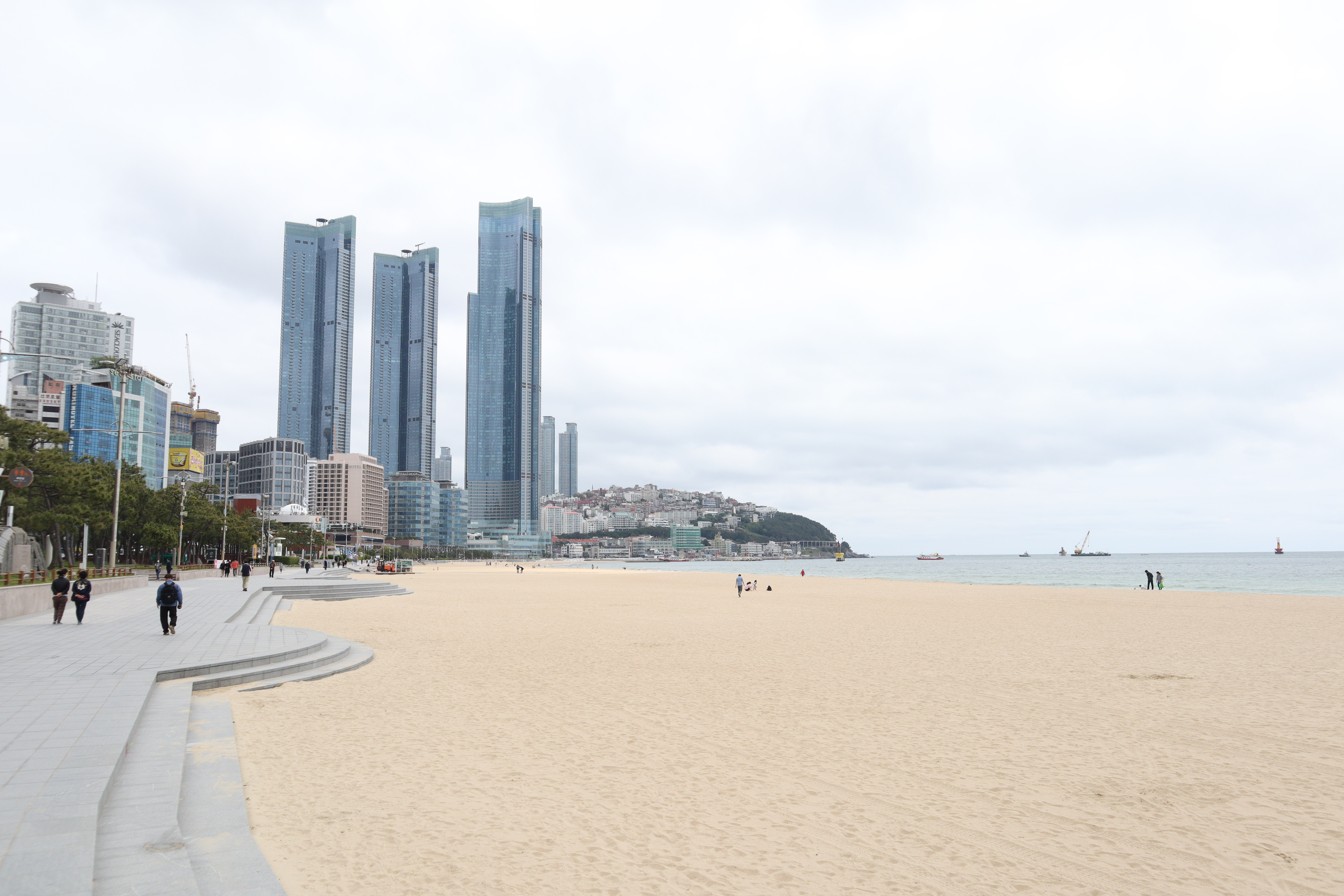
해운대해수욕장과 해운대 엘시티 더샵(2020년)